# Waitaha (iwi de l'île du Sud)
Pour les articles homonymes, voir Waitaha.
Waitaha est une tribu (iwi) māorie disparue dont le territoire correspondait à la plus grande partie de l'Île du Sud. Elle est réputée descendre du navigateur polynésien Rākaihautū.
Historiquement, les Waitaha sont les premiers humains à habiter sur l'île du Sud. Ce sont eux qui y implantent leur whakapapa. D'autres iwis, notamment les Kāti Māmoe (en) puis les Ngāi Tahu, abordent l'île plus tard et font disparaître les Waitaha en tant qu'unité constituée, non par des combats mais par des mariages et une assimilation. Toutefois, le whakapapa mis en place par les Waitaha demeure et s'impose aux iwis qui ont remplacé ces derniers.

## Géographie

### Implantation
L'iwi Waitaha s'implante dans l'Île du Sud entre l'embouchure du Clutha, le lac Te Anau, le lac Wakatipu et Oamaru.

## Historiographie
L'iwi Waitaha ayant disparu avant l'arrivée des Européens, et donc de la tradition écrite, il n'est connu que par la tradition orale des iwis qui l'ont absorbé, c'est-à-dire Kāti Māmoe (en)  puis Ngāi Tahu.

## Histoire

### Origines
L'iwi Waitaha est réputé descendre du navigateur polynésien Rākaihautū, venu originellement de Hawaiki ou Te-patunui-o-āio, et plus spécifiquement de son fils Rokohuia. Elle est la plus ancienne des iwi ayant colonisé l'Île du Sud, probablement au premier millénaire de notre ère.

### Établissement
Bien que les Waitaha aient été rattachés à d'autres iwis, ce sont eux qui, du fait de leur antériorité, ont imposé leur whakapapa à leur territoire. Les Ngāi Tahu ont également adopté le système de croyances des Waitaha.
Les Waitaha constituent à la fois un peuple et un ensemble de peuplades, correspondant à tous les Māoris présents dans l'Île du Sud avant l'arrivée des Kāti Māmoe. Pour leur part, les Européens ont initialement fait référence aux Waitaha sous le vocable « chasseurs de moa ». Le climat plus rude de l'Île du Sud est la probable cause d'une moindre concurrence entre iwis, les ressources plus rares décourageant l'établissement de tribus plus nombreuses.

### Disparition progressive
Vers le XVIe siècle, les Kāti Māmoe (en) traversent le détroit de Cook, attirés notamment par l'abondance des poissons et des oiseaux dans les estuaires et lagunes de la vallée de Wairau. Ils rencontrent alors les Waitaha vivant dans cet espace, autour de l'actuelle ville de Blenheim. Au fil des années, les Waitaha sont peu à peu assimilés et incorporés dans Kāti Māmoe ; toutefois, cette assimilation se fait par les mariages plutôt que par une campagne guerrière.
L'assimilation dure environ deux siècles et est achevée au cours du XVIIIe, avec l'incorporation de Ngāti Wairangi, établi sur la côte occidentale près de l'embouchure de l'Arahura, où il se fournissait en pounamu. Si le nom de l'iwi disparaît de ce fait, en revanche, sur le plan des traditions, ce sont les nouveaux iwis qui s'assimilent en reprenant notamment la nomenclature Waitaha et tout son whakapapa, notamment les noms de l'île, des montagnes, des lacs et des rivières.
Les Ngāi Tahu estiment que, à l'intérieur de leur iwi, le groupe ayant le mieux conservé la survivance des Waitaha est Kāti Huirapa, localisé dans la région de l'Aoraki.

## Hommage
L'espèce disparue des manchots Waitaha a été nommée en hommage à l'iwi.